# Orinoko-Parima-Kulturen
Koordinaten: 4° 0′ 0″ N, 65° 0′ 0″ W
Orinoko-Parima-Kulturen sind indianische Gesellschaften, die in den venezolanischen Bundesstaaten Bolívar und Amazonas, in den kolumbianischen Bundesstaaten Guainía und Vichada und in den brasilianischen Bundesstaaten Roraíma und Amazonas siedeln.

## Definition

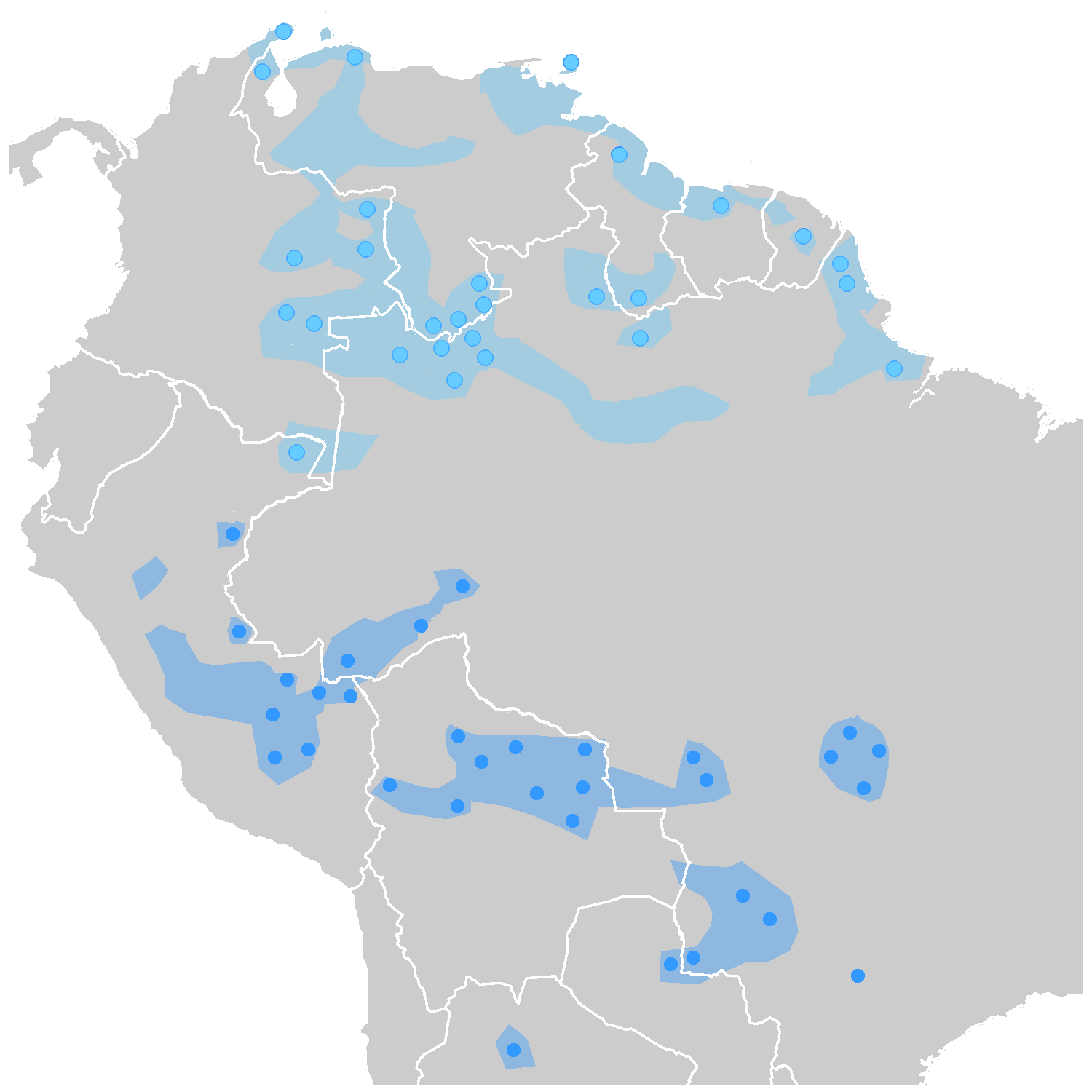
Verbreitungsgebiet der Arawak

Zu den Orinoko-Parima-Kulturen gehören die folgenden Stämme:
- Arawak
  - Baniwa
  - Baré
  - Wakuénai
  - Warekena
  - Wayapopihíwi
- De’áruwa
- E'ñepa
- Hodï
- Kurripako
- Piapoco
- Puinave
- Tsase
- Wahari
- Warime
- Yanomami
  - Waika
- Yawarana
- Ye’kuana
  - Dekuana

Zu den benachbarten und verwandten Kulturen in Kolumbien und Brasilien gehören die:
- Cashinahua
- Desana
- Maku
- Tucano (Tukano)

### Gemeinsamkeiten und Unterschiede
Die in diesem Gebiet ansässigen Kulturen weisen trotz vergleichbarer Lebensbedingungen zum Teil voneinander abweichende Traditionen, Riten und Glaubensvorstellungen auf.
Kulturelle Gemeinsamkeiten lassen sich bei den Baniwa, Baré, Piapoco, Wakuénai und Warekena (südwestliches Tiefland) erkennen, weil sie u. a. zur arawakische Sprachgruppe gehören.
Weitere Gemeinsamkeiten sind zwischen E'ñepa und Ye'kuana erkennbar, nicht nur weil sie zur Carib-Sprachen-Gruppe gehören, sondern auch in der Verarbeitung des Maniok.

## Geographie und Klima

### Geographie

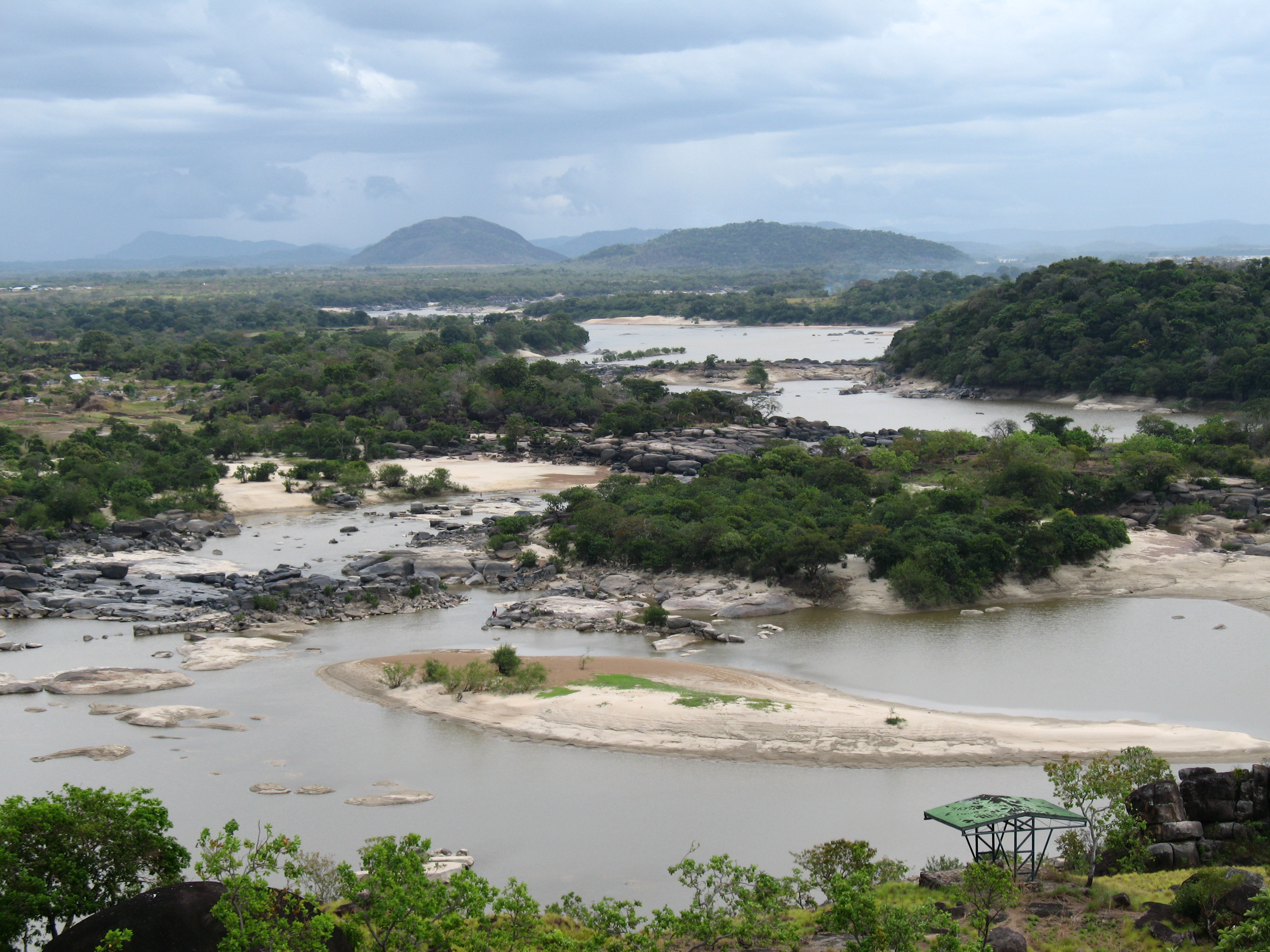
Landschaft am Orinoko

Das Siedlungsgebiet dieser Kulturen in der westlichen Sierra Parima erstreckt sich nördlich bis zum venezolanischen Tiefland, westlich der Grenze nach Kolumbien entlang und nach Kolumbien am Río Ariporo hinein, südlich bis zur Staatsgrenze nach Brasilien und südlich des Río Uraricuera (Río Branco) nach Brasilien hinein. Im Osten wird das Siedlungsgebiet in etwa durch den Río Caroní begrenzt.
Die Sierra Parima ist ein Höhenzug, der von hoher, dichter, fast undurchdringlicher Regenwaldvegetation überwuchert ist, mit stark erodiertem, sandigem Boden, am Westhang des Guyana-Schildes, einem der erdgeschichtlich ältesten Gebirgsmassive. Während der Regenzeit treten die Flüsse über die Ufer und die Gegend wird durch die Verschlammung des Bodens noch undurchdringlicher.
In der südlichen venezolanischen Tiefebene herrschen Savannen vor.

### Klima
Die dort ansässigen Indígenas bewohnen ein Gebiet mit feucht-heißen Klima, in dem Jahresdurchschnittstemperatur von 27 °C herrschen. Von Mai bis Oktober ist Regenzeit mit ca. 15 Regentagen pro Monat, von Januar bis März Trockenzeit mit max. 7 Regentagen pro Monat.

### Politische Zugehörigkeit
Ihr Siedlungsgebiet liegt hauptsächlich in den venezolanischen Bundesstaaten Amazonas (175.000 km²) und Bolívar (66.000 km²), sowie in den kolumbianischen Bundesstaaten Casanare, Guainía, Guaviare, Meta und Vichada.

## Geschichte

### Einleitung
Fast fünf Jahrhunderte lang war Amazonien mit seinem grenzenlosen Dschungel und dem schier unermesslichen Netz von Wasserwegen in Europa ein unbekannter Weltteil. Feindselig und abweisend in seiner fremdartigen Unberührtheit, reizte er manchen Eroberer, auf der Suche nach verborgenen Schätzen in das Landesinnere vorzustoßen. Heute wissen wir, dass große Teile Amazoniens Kulturlandschaften darstellen, die jahrtausendelang von den dort lebenden Menschen genutzt und geprägt wurden, deren Nachfahren auch heute noch das Gebiet zwischen dem Orinoko und dem Gebirgszug der Sierra Parima bevölkern. Dies ist die Gegend, in der man den legendären Parima-See vermutete, in dem El Dorado (Der Goldmann) lebte.
Einigen dieser Gesellschaften gelang es – trotz kolonialer Ausbeutung – ihre Identität zu bewahren, an ihren Traditionen festzuhalten und sich zugleich in einer selbstbestimmten Weise zu entwickeln.
Seit der Entdeckung der „Neuen Welt“ durch die Europäer wurden viele der ursprünglich in Lateinamerika lebenden Völker der Sklaverei unterworfen oder als dem Fortschritt hinderliche Wesen um Land und Leben gebracht. Die Ressourcen der Savannen und des Regenwaldes (wie Kautschuk, Gold, Kakao) waren reich und verlockend, und so legten die mächtigen Kolonisatoren ihre Hand auf sie und tun es heute noch. Auch mancher Missionar leistete seinen eigenen Beitrag zur kulturellen Entfremdung und ethnischen Entwurzelung der Indianer.
Umso erstaunlicher scheint es, dass es einigen indigenen Gruppen gelang – quasi im Schatten von El Dorado –, ihre Identität zu bewahren, an ihren Traditionen festzuhalten und sich zugleich in einer selbstbestimmten Weise zu entwickeln. Repräsentativ für solche überlebenden Kulturen sind die Gesellschaften zwischen dem Oberen Orinoko und dem Gebirgszug Sierra Parima.

### Geschichte der Kulturen
Die Besiedelung dieses Lebensraumes durch Menschen fand vor 17.000 v. Chr. statt.
Die dort ansässigen Kulturen haben bis heute ihre Lebensweise und Traditionen weitgehend bewahren können, umso mehr wie sie sich durch Nomadisieren und Rückzug in unzugängliche Regionen westlichem Einfluss entziehen konnten.
In Venezuela und Kolumbien stellen die Indigenas heute nur noch etwa 2 % der Bevölkerung, neben 60 % Crillos, 20 % Europäern und 8 % Afrikanern.

### Erforschung und Eroberung

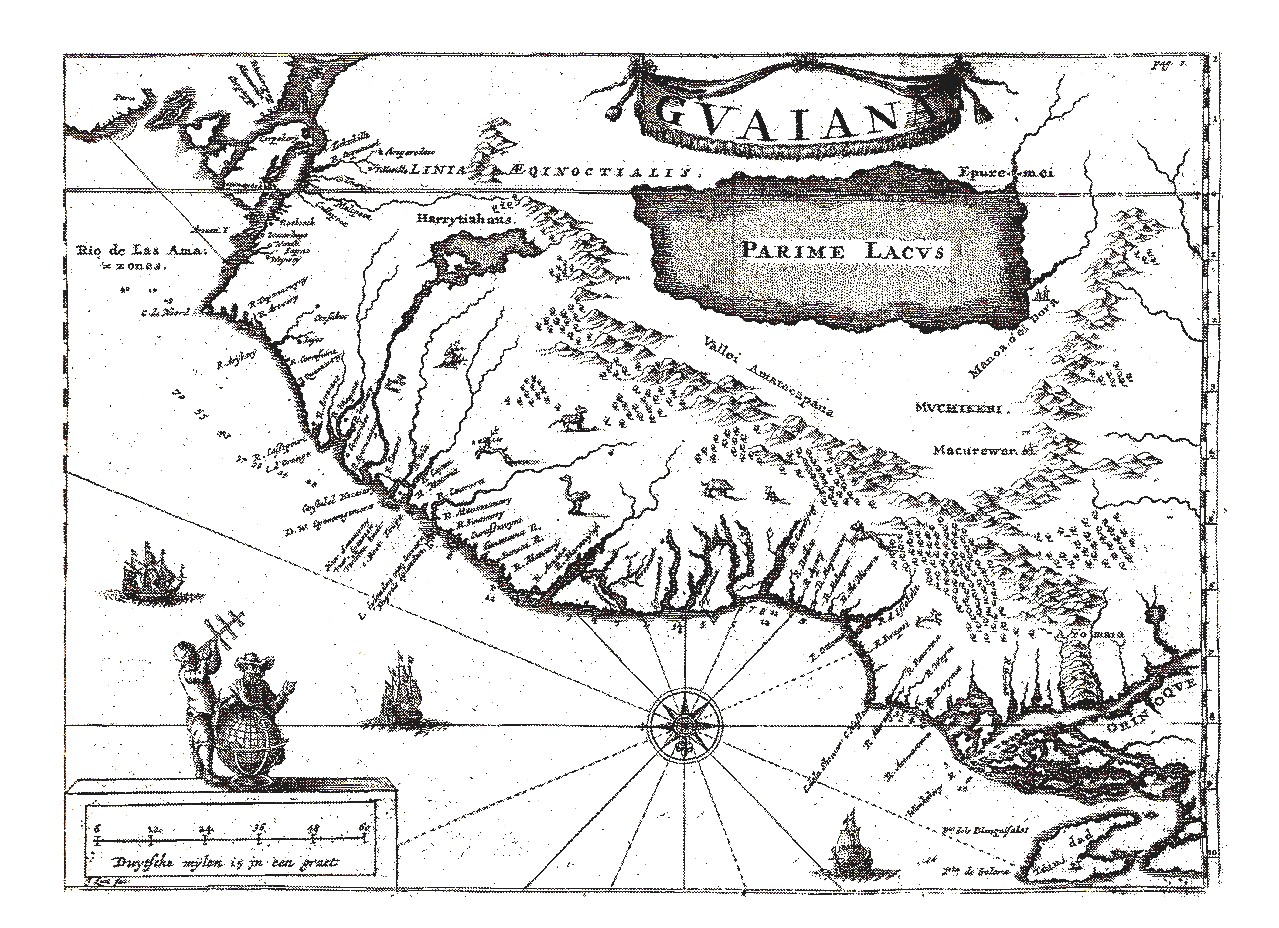
Der legendäre Parima-See

Christoph Kolumbus erkannte bei seiner dritten Reise (1498–1500) als erster die Ausmaße des Orinoko. 1499 folgte die Expedition von Alonso de Ojeda und Amerigo Vespucci.
Die spanische Conquista konnte lange nicht in diese Region vordringen und phantastische Vorstellungen speisten die Fantasie möglicher Eroberer, wie die des nicht existierenden "Parima-Sees" an dessen Ufer das legendenumwobene El Dorado liegen sollte.
Außerdem verhinderte die Unüberwindlichkeit der Katarakte von Atures (10 km südlich von Puerto Ayacucho) bis ins 19. Jahrhundert ein weiteres Vordringen der Zivilisation ins Gebiet des oberen Orinoko.
Diego Ribeiro fertigte im Jahre 1529 die erste Karte des Orinoko.
Ab 1717 gehörte die Region zum Vizekönigreich Neugranada.
Die südlichste Missionsstation (ab 1745) wurde am Río Meta von José Gumilla (1686–1750) nördlich der heutigen Stadt Puerto Ayacucho gegründet. Frühe Ansiedlungen waren auch die von Jesuiten gegründeten Missionsstationen San Juan de Atures und San José de Maipures, die jedoch nach der Ausweisung der Jesuiten 1767 aufgegeben wurden, verfielen und 1799 von Humboldt als Ruinen wiederentdeckt wurden. Auch Augustiner, Dominikaner, Franziskaner, Kapuziner und Salesianer missionierten am mittleren Orinoko, gründeten Ansiedlungen, bauten Wege und Kirchen und kartographierten. Chronisten wie Antonio Caulin, Salvatore Gilij, José Gumilla und Manuel Román berichteten anschaulich über das Leben der dort ansässigen Indigenas.
Ab 1755 begann die systematische Erforschung des mittleren Orinoko unter der Expeditionsleitung von José Solano y Bote, der u. a. über die Unwetter im Oktober 1780 berichtete. Diese Erforschung diente hauptsächlich der Ausdehnung des Einflussbereichs des kastilischen Königshauses, das eine zu diesem Zwecke auch eine Grenzkommission einrichtete.
José Solano y Bote stieß bis zum Rio Negro von und gründete 1759 die Ortschaften San Felipe, San Fernando de Atabapo, San Carlos de Río Negro und 1760 La Esmeralda.
Alexander von Humboldt erforschte im zwischen August und November 1799 mit dem Naturforscher Aimé Bonpland auf einer 75-tägigen Flussreise als Erster den Río Orinoko und den Río Negro im damaligen Neu-Granada. Beide leisten wesentliche Beiträge zu Botanik, Zoologie und Kartographie. Humboldt lieferte auch den Beweis für die Verbindung der beiden großen Flusssysteme Südamerikas, des Orinoko und des Amazonas, über den Brazo Casiquiare und den Rio Negro.
Angeregt durch Humboldt, bereiste der deutsche Botaniker Moritz Richard Schomburgk von 1835 bis 1844 mit seinem Bruder Robert Hermann Schomburgk das guyanisch-venezolanische Grenzgebiet. Ihm folgte 1853–1854 Richard Spruce, der im Orinokotal eine Vielzahl von Pflanzen sammelte und bestimmte und darüber hinaus wesentliche Beiträge zu Anthropologie, Archäologie und Sprachwissenschaft für diese Region leistete.
Nach der Unabhängigkeit Venezuelas im Jahre 1821 wurde ab 1860 die Besiedlung entlang des Orinoko vorangetrieben und es begann die systematische Ausbeutung der dortigen Naturressourcen, wie Holz, Kautschuk, Eisenerz, u. a.
Im Jahre 1886 versuchte der Franzose Jean Chaffanjon vergeblich, die Quelle des Orinoko zu finden. Seine Reisebeschreibungen flossen in den Roman Le Superbe Orénoque (1898) von Jules Verne ein.
1911 reiste der Anthropologe Theodor Koch-Grünberg ins Orinokogebiet und trug wesentlich mit seinen sprachwissenschaftlichen Arbeiten zum Verständnis der Kulturen bei.
Der US-amerikanische Geograph Alexander Hamilton Rice Jr. (1875–1956) startete 1920 eine Expedition ins Yanomami-Gebiet, die nach bewaffneten Auseinandersetzungen mit den Eingeborenen scheiterte.
Alain Gheerbrant (* 1920) unternahm zwischen 1949 und 1954 mit Pierre Gaisseau und Ye'kuana-Führern eine 330-tägige Expedition in die Sierra Parima. Seine Veröffentlichungen über diese Expedition waren wenig wissenschaftlich und bedienen vorrangig ein sensationslüsternes Publikum, ähnlich der Schauerliteratur des 19. Jahrhunderts.
Im November 1951 wurde dann die Quelle des Orinokos von einer französisch-venezolanischen Expedition entdeckt.
Nach 1945 begann die systematische Sammlung anthropologischer und ethnologischer Daten. Johannes Wilbert und Miguel Layrisse erstellten in Zusammenarbeit mit dem Instituto Venezolano de Investigaciones Científicas (IVIC) grundlegende anthropologische Studien der Orinoko-Parima-Kulturen.
Mitte der 1950er Jahre unternahmen Otto Zerries und Meinhard Schuster im Auftrag des Frobenius-Instituts eine 12-monatige Forschungsreise zu den Yanomami. Schuster erforschte am Río Cuntinamo hauptsächlich die Ye’kuana.
Edgardo González Niño (1926–2002) studierte ab 1956 verschiedene Ethnien der Region und sammelte über Jahre Objekte der Indígenas, die in die Colección Cisneros einflossen.

### Prognose
Mestizisierung ist ein soziologischer Prozess, der in ganz Lateinamerika die autochthone Bevölkerung kulturell zersetzt.
Malaria, Tuberkulose und Hepatitis sind heutzutage die größten gesundheitlichen Bedrohungen der Indigenas.

## Wirtschaft
Die Erschaffung eines Gegenstandes bedeutet symbolisch immer auch Arbeit am Fortbestehen der Welt. Die materiellen Zeugnisse sind Ergebnisse von Wandlungsprozessen, die in der Ideenwelt ihren Anfang nahmen. Der Tausch der Gegenstände steht für den anderen großen Leitgedanken dieser Zivilisationen: Gegenseitigkeit bestärkt und erhält im Diesseits den sozialen Zusammenhalt, sie spiegelt zugleich kosmische Prozesse, die Leben und Tod, Menschen und Götter, Tiere und Geister in kreative Beziehung zueinander setzen.

### Ressourcen

#### Pflanzliche Ressourcen

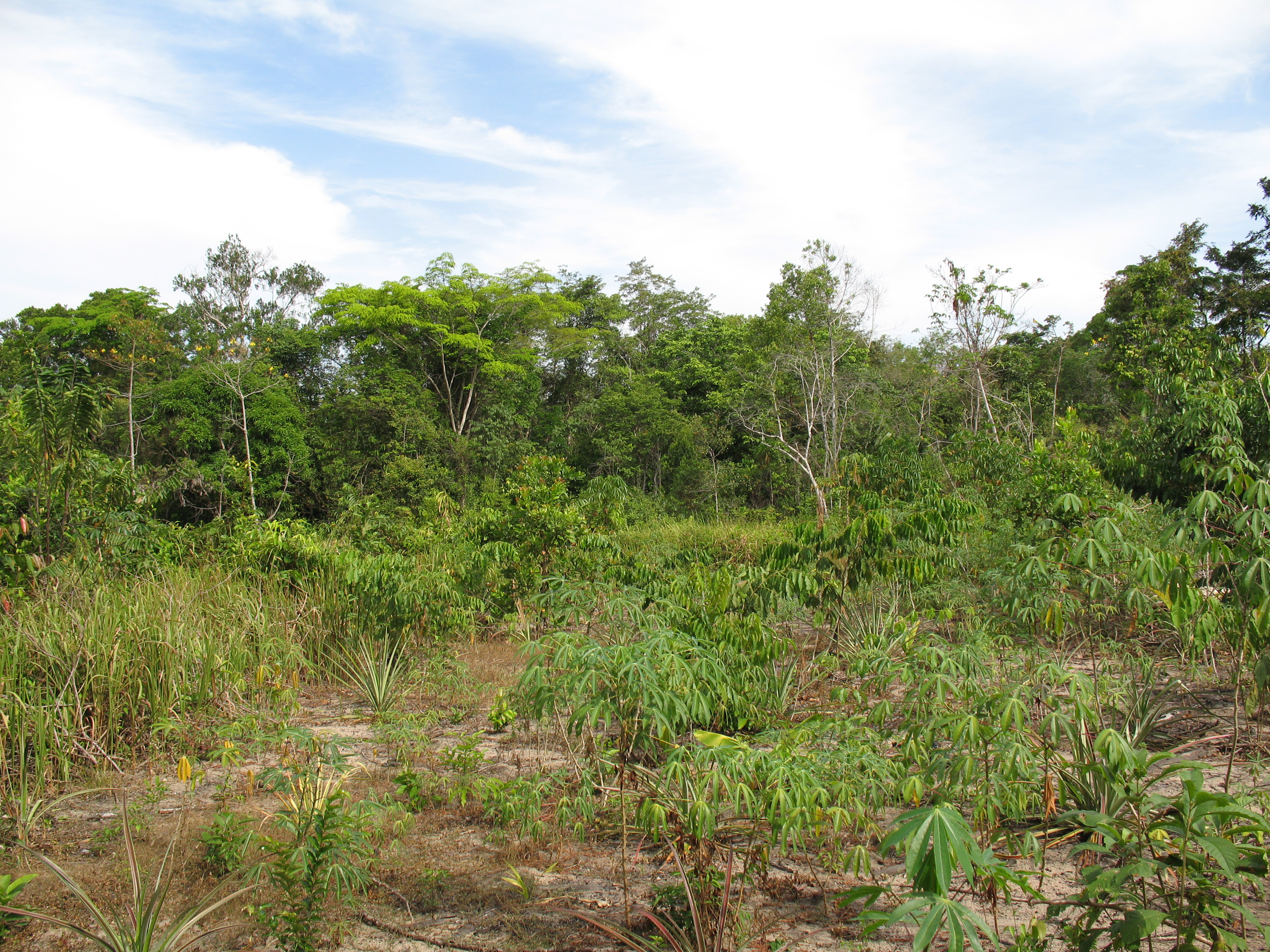
Maniok-Pflanzung der Piaroa (Venezuela)

Folgende Pflanzen wurden von den Indígenas gesammelt oder von den sesshaft gewordenen Indígenas subsistenzwirtschaftlich angebaut:
- Acai (Kohlpalme; Euterpe oleracea) ist eine Palmenart, von der sowohl die Früchte als auch die Palmenherzen zur Ernährung der Region beitragen.
- Achiote (Bixa orellana) ist ein 5 Meter hoher Strauch, aus dem ein roter Pflanzenfarbstoff gewonnen wird.
- Amarillo lagarto (Centrolobium paraense) ist ein Baum (Schmetterlingsblütler), dessen Holz verwertet wird
- Ananas
- Awara-Palme (Astrocaryum tucuma) ist eine Palmenart mit essbaren Früchten
- Banisteriopsis caapi ist eine Lianen-Art, aus deren Rinde die halluzinogene Droge Ayahuasca, hergestellt wird.
- Baumwolle
- Barbasco ist ein Fischgift.
- Bohnen
- Casca de marima (Antiaris sacciadora) ist eine Baumart, dessen Holz verwendet wird.
- Cashewnuss
- Chili
- Chiqui-Chichi-Palme (Leopoldinia piassaba) liefert Piassava, kräftige, wasserabweisende Fasern, die u. a. zur Besenherstellung verwendet werden. Die Früchte werden zur Schmuckherstellung verwendet.
- Chusquea sp. ist eine Bambusart dessen Holz verwendet wird
- Curauá (Ananas lucidus) ist eine Pflanzenart aus der Familie der Bromeliengewächse, aus deren Blätter Fasern gewonnen werden.
- Cola de pava (Iriartella setigera) ist eine Palmenart, deren Stämme zu Blasrohren verarbeitet werden und aus den Blättern wird ein Insektenbekämpfungsmittel gefertigt.
- Ducürä (Couma caatingae) ist eine Holzart der Hundsgiftgewächse
- Fustik (Lafoensia punicifolia) liefert Holz
- Heteropsis spruceana ist ein kletterndes Aronstabgewächs
- Inaja (Cucurito-Palme; Maximiliana regia) liefert Fasern für die Korbherstellung
- Kakaobaum (Theobroma cacao) liefert Früchte und Holz
- Kapokbaum (Ceiba pentandra) ist ein Baum, dessen Früchte baumwollartige Fasern (Kapok) liefern.
- Kartoffel
- Kautschukbaum (Hevea brasiliensis)
- Kochbananen
- Mais
- Maniok
- Manicaria (Manicaria saccifera) ist eine Palmenart, die Holz liefert und aus den großen Blättern werden Fasern gewonnen oder dienen zur Dachabdeckung
- Maranta (Ischnosyphon aruma) gehört zu den Pfeilwurzgewächsen. Aus den Rhizomen der Pflanze wird ein Stärkemehl hergestellt, um (Pfeil-)Gifte aus Wunden zu ziehen.
- Melonen
- Ocotea (Ocotea cymbarum) liefert Holz, aber vor allem duftende Öle
- Ojiru (auch: Moriche-Palme; Mauritia flexuosa). Ihre Frucht (oji) wird zum Reifen in Wasser gelagert und dann als Beilage gegessen oder es wird ein Saft mit dem Fruchtmark bereitet, der mit Zucker versetzt sehr erfrischend schmeckt und reich an Vitaminen und Fetten ist. Aus dem Mark des Stammes wird Palmstärke (ojiru amutu) gewonnen, die dann zu Brot gebacken wird. Außerdem legt ein Käfer (mo arani) seine Eier in dem morschen Stamm ab, aus denen sich eine Larve (mo) entwickelt, die sehr fett ist und gut schmeckt.
- Papaya
- Paranuss
- Pfeffer
- Pijiguao-Palme (Bactris gasipaes) ist eine Palmenart mit essbaren Früchten
- Sassafras spp. ist ein Lorbeergewächs, das für Tees oder für Öle gegen Insekten Verwendung findet
- Seje-Palme (Oenocarpus bacaba) liefert Holz, aus dem u. a. Pfeile gefertigt werden
- Shimbillo (Inga spp.) gehört zu den Mimosengewächsen und liefert ein leichtes Holz
- Sternnuss-Palme (Astrocaryum sp.)
- Strychnos guianensis ist eine Lianenart (Brechnussgewächse), aus der sowohl Halluzinoge als auch ein Pfeilgift (Curare) gewonnen wird.
- Süßkartoffeln
- Tabak
- Tomaten
- Yams
- Zuckerrohr

#### Tierische Ressourcen

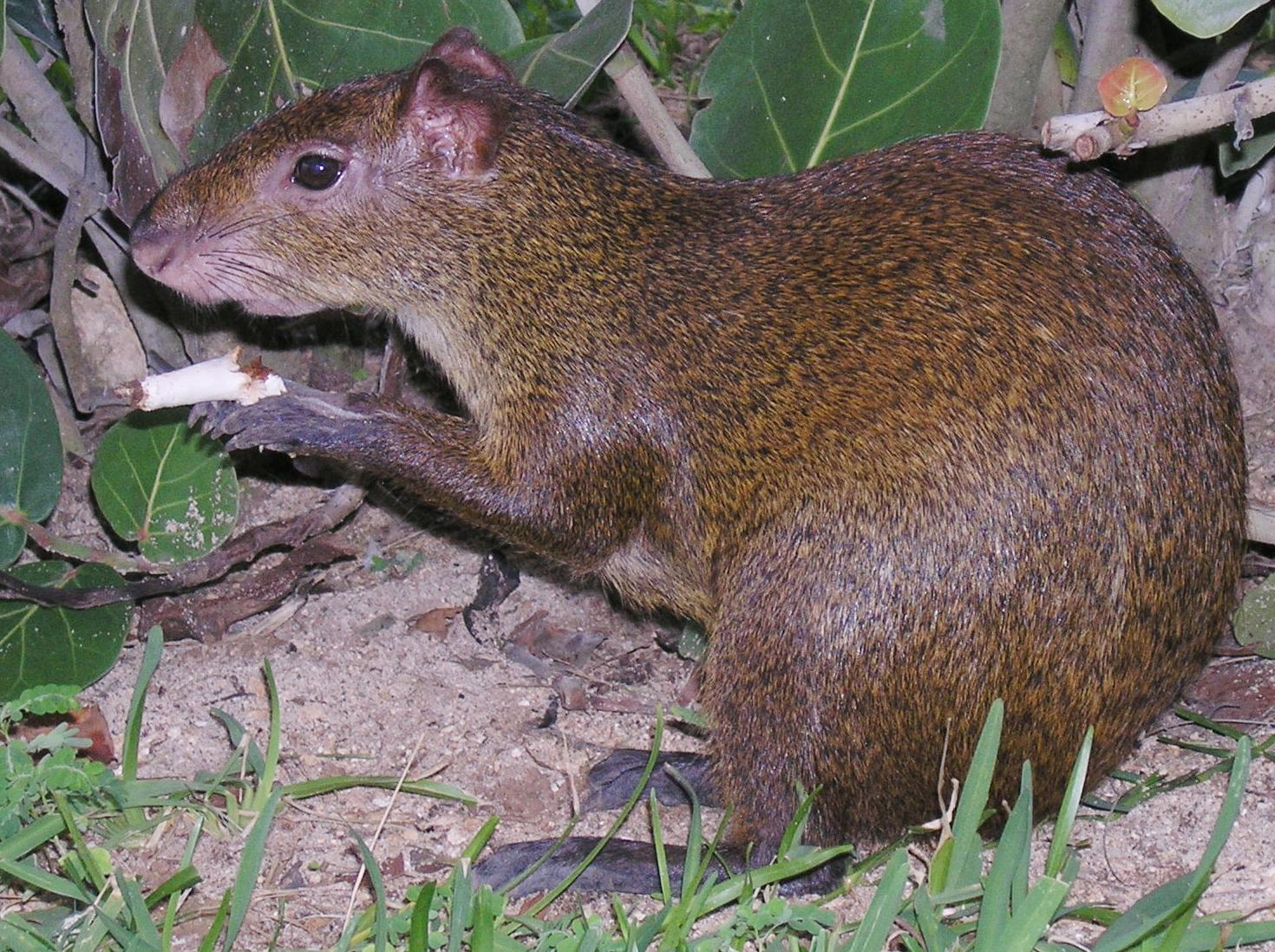
Aguti

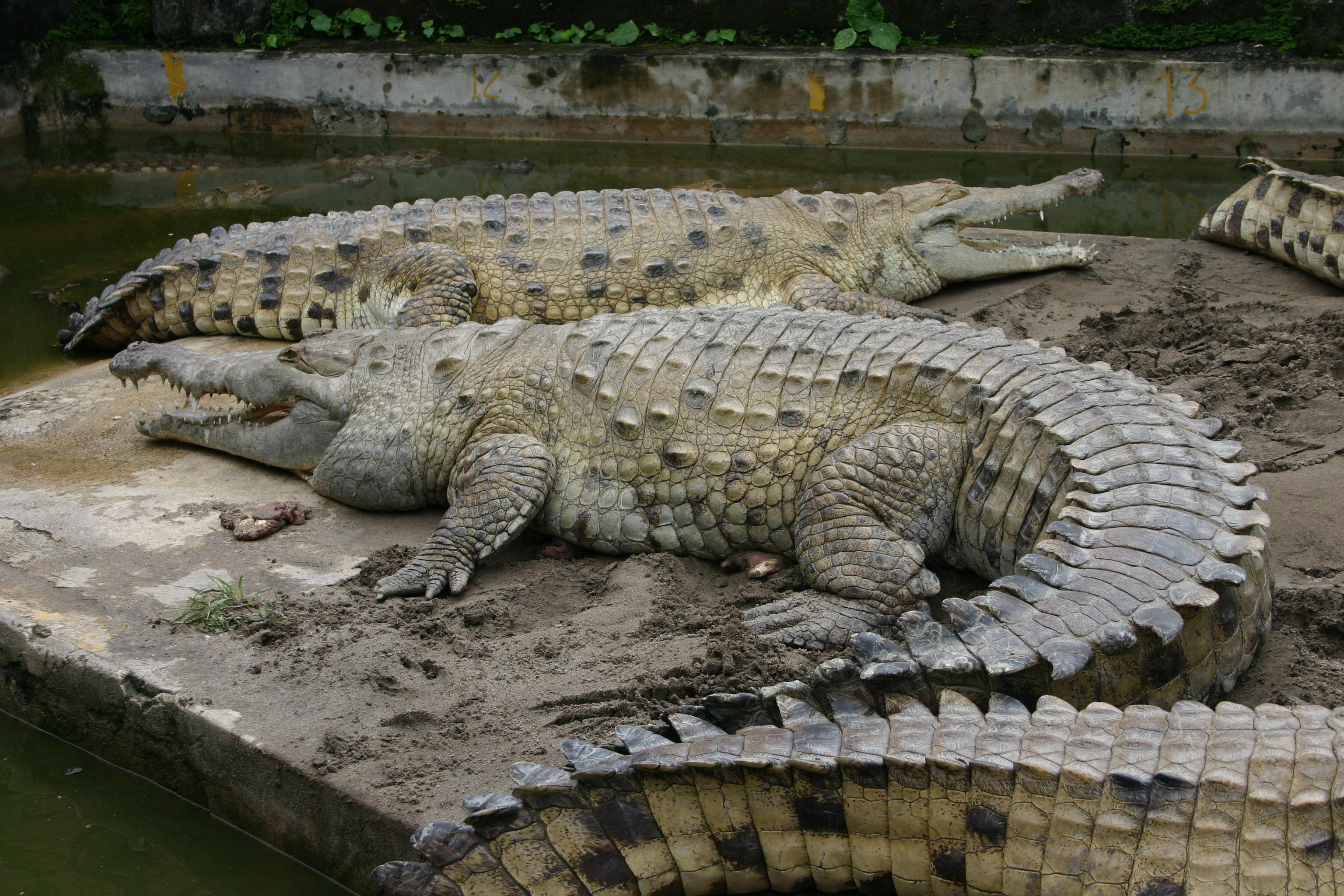
Orinoko-Krokodile

Folgende Tiere wurden von den Indígenas gejagt, gesammelt oder gezüchtet:

##### Säugetiere
- Affen
  - Braune Kapuzineraffen (Cebus olivaceus)
  - Nachtaffen (Aotus trivirgatus)
  - Rote Kapuzineraffen (Alouatta seniculus)
  - Rotgesichtklammeraffe (Spinnenaffe; Ateles paniscus)
  - Schwarze Brüllaffen (Alouatta caraya)
  - Springaffen (Callicebus sp.)
  - Weißschulterkapuziner (Cebus capucinus)
- Ameisenbären
  - Große Ameisenbären (Myrmecophaga tridactyla)
  - Tamanduas (Tamandua tetradactyla)
  - Zwergameisenbär (Cyclopes didactylus)
- Faultiere
  - Dreifinger-Faultiere (Bradypodidae tridactylus)
- Gürteltiere
  - Kugelgürteltiere (Tolypeutes tricinctus)
  - Neunbinden-Gürteltiere (Dasypus novemcinctus)
  - Riesengürteltiere (Priodontes giganteus)
  - Sechsbinden-Gürteltiere (Euphractus sexcinctus)
- Hunde
  - Füchse (maikong; Cerdocyon thous)
  - Graufüchse (Urocyon cinereoargenteus)
  - Mähnenwölfe (Chrysocyon brachyurus)
  - Waldhunde (Speothos venaticus)
- Hirsche
  - Pampashirsche (Ozotoceros bezoarticus)
  - Spießhirsche
    - Mazama simplicicornis

  - Sumpfhirsche (Blastocerus dichotomus)
- Katzen
  - Jaguare (Felis onca)
  - Jaguarundis (Wieselkatze; Felis yagouaroundi)
  - Ozelote (Felis pardalis)
  - Pumas (Felis concolor)
- Kleinbären
  - Nasenbären (Coati; Nasua sp.)
- Marder
  - Tayra (Honigbär; Galera barbara)
- Nagetiere
  - Meerschweinchen
    - Agutís (Goldhase; picure; Dasyprocta aguti)
    - Capybara (Wasserschwein; chigüire; Hydrochoerus hydrochaeris)
    - Pakas (Cuniculus paca)
    - Stachelschweine (Greifstachler; Coendou prehensilis)

  - Baumhörnchen (Sciurus sp.)
- Otter
  - Südamerikanischer Fischotter (Lutra paranensis)
  - Riesenotter (Pteronura brasiliensis)
- Schweine (Nabelschweine)
  - Pecaris (banquiro)
    - Halsbandpekari (Tayassu tajacu)
    - Weißbartpekari (Tayassu pecari)
- Süßwasserdelfine (boto)
- Tapire (Tapirus terrestris)

##### Vögel
- Enten
  - Moschusente (Cairina moschata)
- Gänse
  - Witwenpfeifgans (Dendrocygna viduata)
- Geier (Neuweltgeier; Cathartidae)
  - Harpyie (Harpia Harpyia)
  - Königsgeier (Sarcoramphus papa)
- Hühner
  - Hokkos
    - Crax-Hokkos (Crax sp.)
    - Guane (Penelope sp.)

  - Steißhühner
    - Wellentinamu (Crypturellus undultus)
- Kormorane
  - Olivenscharbe (Phalacrocorax olivaceus)
  - Amerika-Schlangenhalsvogel (Anhinga anhinga)
- Papageien
  - Gelbbrustara (Ara araraune)
  - Grünflügelara (Ara chloroptera)
- Störche
  - Jabirus (Jabiru mycteria)
  - Maguaristörche (Euxenura maguani)
- Tauben
- Tukane (Pfefferfresser; Ramphastos sp.)
  - Bunttukan (Ramphastos dicolorus)

##### Amphibien und Reptilien
- Frösche
  - Gelbgebänderter Baumsteiger (Dendrobates leucomelas) – Sein Sekret wurde als Pfeilgift genutzt.
- Schwarze Kaimane (Caiman niger)
- Leguane (Iguanidae)
- Schienenechsen
  - Goldtejus (Iguan; Tupinambis teguixin)
- Schildkröten
  - Arrau-Wasserschildkröten (Podocnemis expansa)
  - Fransenschildkröten (Mata-Mata; Chelus fimbriatus)
  - Waldschildkröten (Testudo tabulata)
- Schlangen
  - Große Anakondas (Eunectes murinus)

##### Fische
- Peacock-Bass
- Buntbarsche
- Säbelzahnsalmler (payara)
- Piranhas
- Raubwelse

##### Insekten
- Mo (Käferlarve)

#### Geologische Ressourcen
Folgende Mineralien und Erze können in der Region gefördert werden. Bergbau und Metallverarbeitung haben für die meisten Indígenas keine Rolle gespielt.
- Bauxit
- Eisenerz
- Gold

### Nahrungsmittelproduktion

#### Landwirtschaft und Jagd
Die Landwirtschaft in dieser Region basiert auf Wanderfeldbau mittels Einschlags- oder Brandrodung.
Das Grundnahrungsmittel der Region ist Maniok. Pflanzliche Nahrungsergänzung bieten wildwachsende Bananen, Taro, Papaya, Paranuss und weitere Dutzend von Pflanzenarten.
Kleinviehhaltung von Geflügel und Meerschweinchen wird vernachlässigt.
Gejagt wird hauptsächlich auf Kleinwild, wie Vögel, Affen, Gürteltiere, Agutis und Pecaris. Großwild, wie der Tapir, ist in dieser Region selten zu erlegen.

### Handwerk
Werkzeuge, Kultgegenstände und sonstige Gebrauchsgüter werden ausschließlich aus pflanzlichen und tierischen Ausgangsmaterialien gefertigt. Metallverarbeitung ist nicht in Gebrauch. Selbst die Bearbeitung von Steinwerkzeugen ist für diese Kulturen kaum vorhanden. Die für den Jagdgebrauch verwendeten Klingen sind eher Fundstücke.

### Handel
Da die Lebensgemeinschaften in dieser Region Selbstversorger sind, ist der Handel mit anderen Stämmen nicht von wesentlicher Bedeutung. Beutezüge in andere Gebiete ersetzen diesen.
Darüber hinaus macht die Glaubensvorstellung des "Von der Natur Gegebenen", nicht den Tauschhandel, aber den Gedanken an Handel von Gütern unbedeutend.

## Kulturelle Errungenschaften
Schrift wurde nicht entwickelt, Traditionen bis zur Ankunft der Europäer mündlich übermittelt.

## Glaubensvorstellungen, Religion und Weltsicht

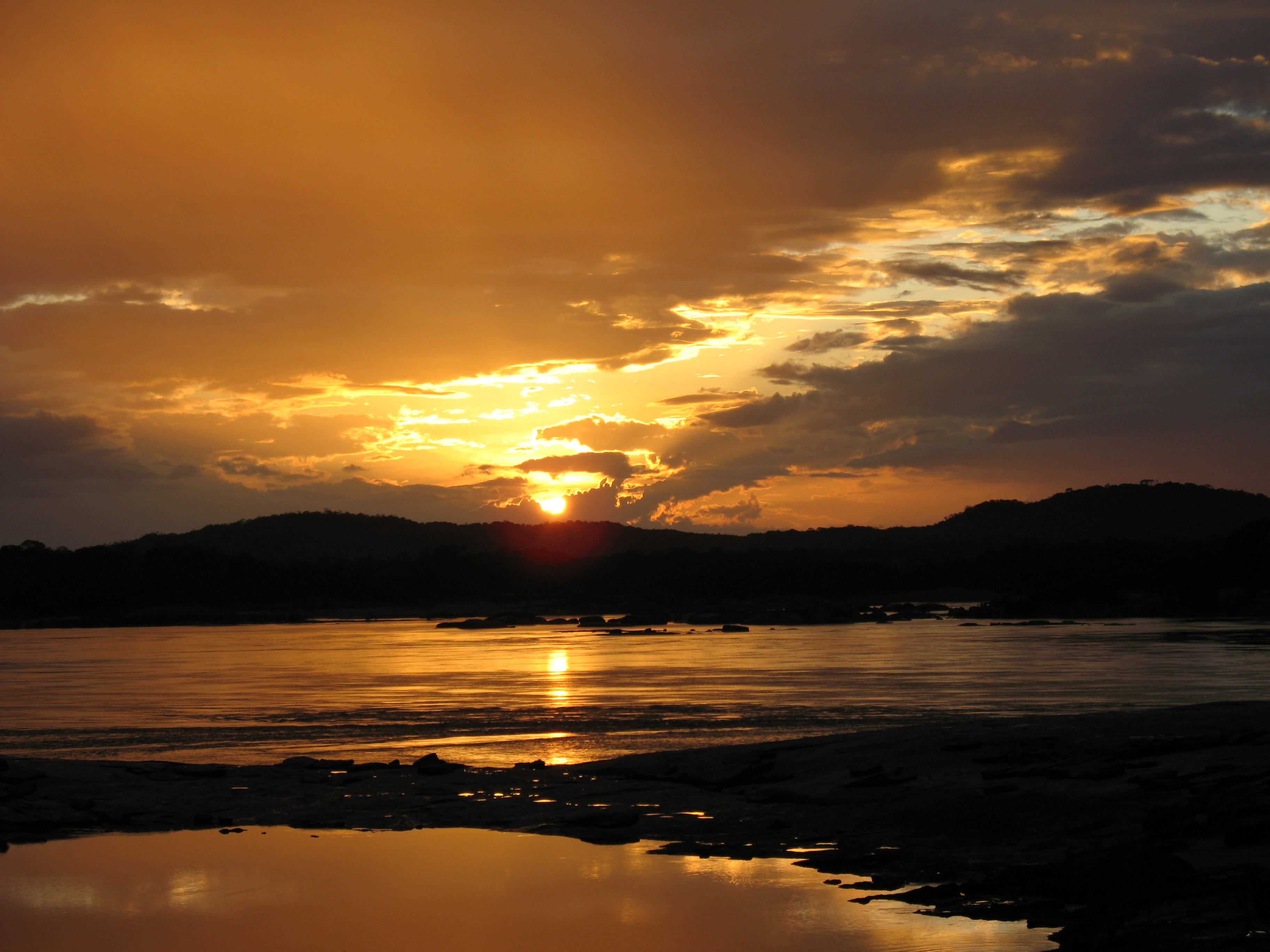
Sonnenuntergang am Orinoko

### Animistische Religion
Die Ethnische Religion der Indigenas des Parimas ist animistisch, was bedeutet, dass jeder auch noch so kleinen Erscheinung eine Seele innewohnt.
Für sie ist die spirituelle Welt die eigentliche Realität.

### Transformation und Metamorphose
Die ehrfürchtige Erkenntnis von Erscheinen und Verschwinden als alltäglich Erfahrbarem sowie das Schattenreich der Geisterwelt ist für sie lebensbestimmend und prägt alle Lebensbereiche. Die Geister sind für den stetigen Wandel in der Welt verantwortlich und deshalb zu respektieren, zu ehren und um guten Einfluss auf Geschehnisse milde zu stimmen.
Die "Verwandlung" des giftigen Manioks in essbare Produkte spielt in der Glaubensvorstellung dieser Menschen auch eine große Rolle.

## Für die Region bedeutende Entdecker und Wissenschaftler
- Nelly Arvelo-Jiménez
- Daniel Barandiarán
- Ettore Biocca
- Aimé Bonpland (1773–1858) sammelte als Botaniker Pflanzen der Region und bestimmte sie.
- Gaspar de Carvajal (ca. 1500–1584) ist Autor von Relación del nuevo descubrimiento del famoso río grande de los Amazonas
- Napoleon Chagnon
- Marc de Civrieux
- Walter Coppens
- Lelia Delgado studierte am Instituto Venezolano de Investigaciones Científicas (IVIC) Anthropologie und Archäologie und lehrte am Anthropologischen Institut der Universität Caracas. Darauf folgten langjährige leitende Positionen in der Forschungsabteilung der Galeria de Arte Nacional de Venezuela, Kuratorentätigkeiten und die Leitung des Proyecto Orinoco der Fundación Cisneros.
- Omar González Ñáñez
- Gabriele Herzog-Schröder ist eine deutsche Ethnologin. Sie unternahm ab 1983 wiederholt ethnologische Forschungsreisen zu den Yanomami-Indianern. Seit 1987 wissenschaftliche Mitarbeiterin an der Erschließung und Erfassung des Humanethologischen Filmarchivs der Max-Planck-Gesellschaft in Andechs bei München. 1999 Promotion an der FU Berlin mit einer Arbeit über die Bedeutung von Geschlecht in nichtpatriarchalen Gesellschaften. Mitarbeit bei verschiedenen Ausstellungen.
- Joanna Overing Kaplan
- Alexander von Humboldt (1769–1859)
- Jacques Lizot
- Marie-Claude Mattéi-Müller ist ein französischer Sprachwissenschaftler, der u. a. ein Wörterbuch "Yanomami-Español" und das Vocabulario Básico de la Lengua Mapoyo verfasste.
- Francisco de Orellana (1511–1546) war ein spanischer Konquistador, der u. a. als erster den Amazonas befuhr.
- Ronny Velásquez (* 1951) ist ein venezolanischer Anthropologe, Forscher und Herausgeber.